# Novak (Centar Zsupa)
Novak (macedónul: Новак) település Észak-Macedóniában, a Délnyugati körzet Centar Zsupa-i járásában.

## Népesség
| Lakosok száma | 442  | 760  | 537  | 539  | 748  | 928  | 949  | 1006 | 751  |
|               | 1948 | 1953 | 1961 | 1971 | 1981 | 1991 | 1994 | 2002 | 2021 |

2002-ben 1 006 lakosa volt, akik közül 1 003 török, 3 egyéb.